# Représentations diplomatiques en République centrafricaine

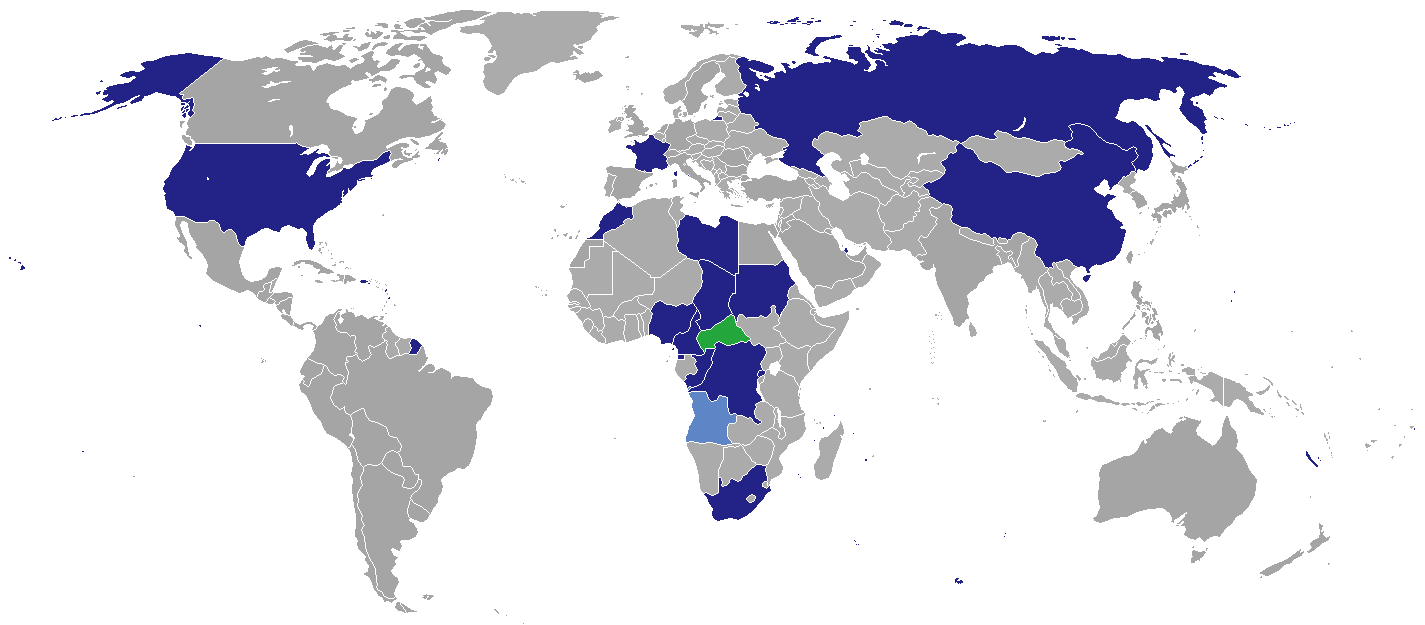
Carte des représentations diplomatiques en République centrafricaine

Ceci est une liste des représentations diplomatiques en République centrafricaine. À l'heure actuelle, la capitale, Bangui, abrite 14 ambassades.

## Ambassades
| 1. Afrique du Sud 2. Cameroun 3. Chine 4. République du Congo 5. République démocratique du Congo 6. États-Unis 7. France 8. Maroc 9. Nigeria 10. Qatar 11. Russie 12. Soudan 13. Tchad 14. Vatican |

## Autres missions à Bangui
- Rwanda (Mission diplomatique)[1]

- Union européenne (Délégation)

## Consulat
Bangui
- Angola

Bouar
- Cameroun[2],[3]

## Consulats honoraires
Bangui
- Afrique du Sud[4]
- Autriche
- Belgique[5]
- Brésil
- Danemark[6]
- Italie
- Roumanie[7]
- Royaume-Uni[8]
- Suisse[9]

## Ambassades non résidentes
- Algérie (Brazzaville)
- Allemagne (Yaoundé)[10]
- Arabie saoudite (N'Djamena)
- Argentine (Abuja)[11]
- Australie (Addis-Abeba)[12]
- Autriche (Abuja)[13]
- Bahreïn (Khartoum)
- Bangladesh (Abuja)
- Belgique (Yaoundé)[14]
- Brésil (Brazzaville)
- Canada (Yaoundé)[15]
- Chili (Accra)
- Corée du Sud (Yaoundé)
- Côte d'Ivoire (Abuja)
- Croatie (Paris)[16]
- Colombie (Paris)
- Costa Rica (Paris)
- Cuba (Brazzaville)[17]
- Danemark (Brazzaville)[6]
- Égypte (Yaoundé)
- Émirats arabes unis (N'Djamena)
- Espagne (Yaoundé)[18]
- Finlande (Abuja)[19]
- Grèce (Kinshasa)[20]
- Haïti (Paris)
- Hongrie (Abuja)
- Inde (Kinshasa)[21]
- Indonésie (Yaoundé)
- Iran (Abuja)
- Irak (Khartoum)
- Israël (Yaoundé)[22]
- Italie (Brazzaville)[23]
- Japon (Yaoundé)[24]
- Jordanie (Addis-Abeba)
- Kenya (Kinshasa)
- Kirghizistan (Ville de Koweït)
- Koweït (Abuja)
- Laos (New Delhi)
- Lesotho (Abuja)
- Liban (Abuja)
- Madagascar (Addis-Abeba)
- Malaisie (Abuja)
- Mali (Libreville)[25]
- Maldives (Riyad)
- Mexique (New York)
- Nicaragua (New York)
- Niger (N'Djaména)
- Norvège (Khartoum)
- Oman (Khartoum)
- Ouganda (Kinshasa)
- Ouzbékistan (Paris)
- Pakistan (Abuja)
- Pays-Bas (Khartoum)[26]
- Philippines (Abuja)
- Pologne (Luanda)[27]
- Portugal (Brazzaville)[28]
- Palestine (Abuja)
- Tchéquie (Abuja)[29]
- Roumanie (Khartoum)[7]
- Royaume-Uni (Yaoundé)[30]
- Sénégal (Yaoundé)
- Serbie (Ville de New York)[31]
- Sierra Leone (Abuja)
- Slovaquie (Addis-Abeba)[32]
- Suède (Kinshasa)[33]
- Suisse (Yaoundé)[34]
- Soudan du Sud (Juba)
- Thaïlande (Abuja)
- Tanzanie (Kinshasa)[35]
- Tadjikistan (Le Caire)
- Togo (Abuja)
- Tunisie (Yaoundé)[36]
- Turkménistan (Paris)
- Turquie (Kinshasa)[37]
- Uruguay (Addis Ababa)
- Viêt Nam (Abuja)
- Yémen (Khartoum)
- Zambie (Kinshasa)
- Zimbabwe (Kinshasa)